# Wojewodschaft Fußballverband
Der Wojewodschaft Fußballverband, kurz WFV (offiziell: Fußballverband der Wojewodschaft Schlesien) war ein regionaler Fußballverband in Ostoberschlesien. Er wurde am 13. Juli 1922 in Königshütte, Oberschlesien von 43 ostoberschlesischen Vereinen gegründet.

## Geschichte

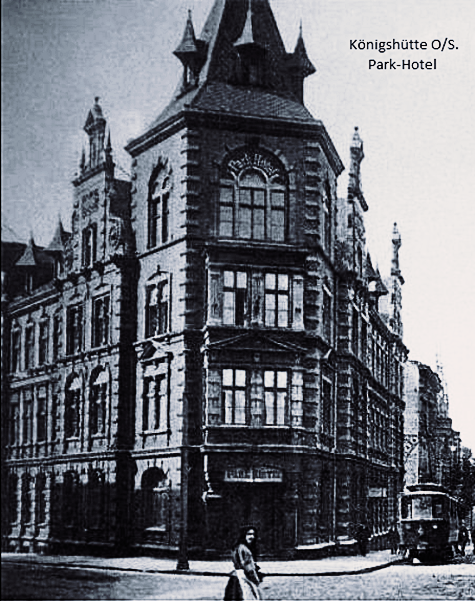
Ehemaliges Parkhotel in Königshütte.
(Historischer Gründungsort des Fußballverbandes der Wojewodschaft Schlesien)

Infolge der Teilung Oberschlesiens, ist auch eine Teilung im Fußballbezirk Oberschlesien eingetreten. Die Teilung des oberschlesischen Fußballbezirks wurde in einer im Parkhotel in Königshütte abgehaltenen Sitzung vollzogen, in der gleichzeitig der neue Verband für Polnisch-Schlesien gegründet wurde. Der Verband hat sich den Namen „Fußballverband der Wojewodschaft Schlesien“ beigelegt und umfasst 43 Vereine. Damit haben die oberschlesischen Fußballgaue eine eigene Verwaltung. Zum Vorsitzenden des neuen Verbandes wurde Händel (Preußen Kattowitz), zum zweiten Vorsitzenden Hanke (Schwientochlowitz), gewählt. Der bisherige Vorsitzende des oberschlesischen Fußballverbandes Karl Stephan (Kattowitz) ist zum Ehrenvorsitzenden einstimmig gewählt worden.
Zu den Gründungsmitgliedern gehörten folgende Kattowitzer Vereine, der FC Preußen, der SC Diana, die Victoria, der Vorwärts und der Alte Turnverein (ATV), ferner der Verein für Rasenspiele (VfR) und die SpVgg 01 Königshütte, der SC Zalenze 06, der SC Eiche Domb, der Hohenloher SuSV, der 06 und der 09 Myslowitz, der FC 07 Laurahütte und der SuEV Laurahütte, der BBC Bismarckhütte, der VfR Tarnowitz, der SV Neudeck, der SC 1919 Pless, die Silesia Lipine und der SV 1913 Schwientochlowitz.
Nach der Volksabstimmung in Oberschlesien blieben zahlreiche deutsche Fußballklubs in Ostoberschlesien, dem Gebiet, das trotz deutscher Abstimmungsmehrheit dem neugegründeten polnischen Staat zugeschlagen wurde, ohne einen Fußballverband. Weder der Südostdeutsche Fußball-Verband (SOFV) als Mitglied des Deutschen Fußball-Bundes (DFB), nach dem verlorenen Ersten Weltkrieg seiner internationalen Anerkennung wegen noch der Polnische Fußballverband (PZPN) seiner nationalistischen Politik wegen nahmen diese Vereine als Mitglieder auf. Somit blieben sie von sämtlichem Spielbetrieb ausgeschlossen.
Um mindestens untereinander organisierte Fußballspiele austragen zu können, wurde der WFV als Reaktion darauf gegründet.
Aber auch diese Spiele wurden mit Duldung der neuen polnischen Machthabern massiv von polnischen Aufständischen gestört oder gar verhindert.
Somit blieb den betroffenen Vereinen nur der Beitritt zum polnischen Verband übrig.
Erst nach einem knapp zweijährigen Schwebezustand und zahlreichen Verhandlungen zwischen den beteiligten Verbänden (WFV, PZPN und dem polnischen Oberschlesischem Bezirk Fußball-Verband) und Polonisierung der Vereinsnamen führte eine im Januar 1924 geschlossene Vereinbarung zur Aufnahme aller 143 deutschen Klubs in den polnischen Fußballverband.